# Daniele Santarelli
Daniele Santarelli (Foligno, 8 de junio de 1981) es un entrenador de voleibol italiano.
Su esposa es la jugadora de voleibol Monica De Gennaro. Se casaron el 24 de junio de 2017.

### Palmarés

#### Clubes
Campeonato de Italia:
- 2018, 2019, 2021, 2022

Liga de Campeones:
- 2021
- 2019, 2022
- 2018

Supercopa de Italia:
- 2018, 2019, 2020, 2021

Campeonato Mundial de Clubes de la FIVB:
- 2019
- 2021

Copa de Italia:
- 2020, 2021, 2022

#### Selección nacional
Campeonato Mundial de Voleibol Femenino:
- 2022

Liga de Naciones de Voleibol Femenino:
- 2023
- 2022

Liga Europea de Voleibol:
- 2021